# Xenillus spilotus
Xenillus spilotus är en kvalsterart som först beskrevs av Tyler A. Woolley och Harold G. Higgins 1966.  Xenillus spilotus ingår i släktet Xenillus och familjen Xenillidae. Inga underarter finns listade i Catalogue of Life.